# یون ارژانف
یون ارژانف (اوکراینی: Євген Олександрович Аржанов؛ زادهٔ ۹ february ۱۹۴۸ (۷۷ سال)) ورزشکار دو و میدانی اهل اتحاد جماهیر شوروی سوسیالیستی است.
وی در مسابقات کشوری و بین‌المللی در مجموع برندهٔ ۳ مدال طلا، ۱ مدال نقره شده‌است.